# Matteo Donati
 Matteo Donati  (nacido el 28 de febrero de 1995) es un tenista profesional de Italia, nacido en la ciudad de Alessandria.

## Carrera
Habla italiano e Inglés y le apodan "Donats". Comenzó a jugar tenis a los cinco años de edad con su familia. Su superficie favorita es la pista dura y su tiro la derecha. Su torneo favorito es Roland Garros. Sus ídolos de niño fueron Rafael Nadal y Andy Murray.
Su mejor ranking individual es el Nº 403 alcanzado el 11 de noviembre de 2013, mientras que en dobles logró la posición 660 el 25 de noviembre de 2013.
Ha logrado hasta el momento un título de la categoría ATP Challenger Tour, así como también ha obtenido varios títulos Futures tanto en individuales como en dobles.

### 2014
Recibió una invitación para participar en el Challenger de Vercelli 2014 en la modalidad de dobles. Lo hizo junto a su compatriota Stefano Napolitano y ganaron el título derrotando en la final a la experta pareja francesa Pierre-Hugues Herbert y Albano Olivetti por 7-62, 6-3.

## Títulos; 1 (0 + 1)
| Leyenda                        | Individuales | Dobles |
| ------------------------------ | ------------ | ------ |
| Grand Slam (tenis)\|Grand Slam | 0            | 0      |
| ATP World Tour Finals          | 0            | 0      |
| ATP World Tour Másters 1000    | 0            | 0      |
| ATP World Tour 500 Series      | 0            | 0      |
| ATP World Tour 250 Series      | 0            | 0      |
| ATP Challenger Series          | 0            | 1      |

### Dobles
| N.º | Fecha      | Torneo                 | Superficie    | Compañero          | Oponentes en la final                 | Resultado |
| --- | ---------- | ---------------------- | ------------- | ------------------ | ------------------------------------- | --------- |
| 1.  | 26.04.2014 | Challenger de Vercelli | Tierra batida | Stefano Napolitano | Pierre-Hugues Herbert Albano Olivetti | 7-62, 6-3 |